# Scottish Heavyweight Championship
Lo Scottish Heavyweight Championship, nato come NWA Scottish Heavyweight Championship, è stato un titolo di wrestling promosso dalla NWA UK Hammerlock, federazione affiliata alla National Wrestling Alliance, e successivamente dalla Scottish Wrestling Alliance, poi rinominata in BOP Wrasslin.
Il titolo è attivo dal 2004, quando fu introdotto nel circuito dei territori NWA.

## Storia
Il titolo fu introdotto nel territorio scozzese nel 2004 e assegnato tramite uno spareggio, vinto da Conscience, che divenne il campione inaugurale. Durante i suoi primi anni di attività fu promosso principalmente a Bellshill, Clydebank e Glasgow, venendo promosso dalla NWA UK Hammerlock. Fu difeso per la prima volta fuori dai confini scozzesi lo stesso anno, in occasione del cinquantaseiesimo anniversario della National Wrestling Alliance, in un evento tenutosi a Winnipeg, in Canada.
In seguito alla chiusura della NWA UK Hammerlock nel 2013, il titolo fu adottato dalla Scottish Wrestling Alliance, perdendo la dicitura NWA nel suo nome e diventando semplicemente Scottish Heavyweight Championship, perdendo al tempo stesso anche il riconoscimento da parte della National Wrestling Alliance.

## Albo d'oro
| Legenda  |                                                                               |
| -------- | ----------------------------------------------------------------------------- |
| #        | Indica il numero del regno titolato                                           |
| Regno    | Viene indicato il numero del regno del campione                               |
| Data     | La data in cui il titolo è stato vinto                                        |
| Località | Indica il luogo in cui il titolo è stato vinto                                |
| Note     | Indica notizie particolari riguardanti i cambi di titolo o altre informazioni |

### NWA Scottish Heavyweight Championship (2004-2013)
| #  | Campione       | Regno | Data              | Giorni | Località           | Evento                 | Note | Fonti |
| -- | -------------- | ----- | ----------------- | ------ | ------------------ | ---------------------- | --- | ----- |
| 1  | Conscience     | 1     | 17 luglio 2004    | 259    | Bellshill, Scozia  | Rebirth                | In uno spareggio per decretare il campione inaugurale contro Eric Canyon, Adam Shane e Hatred.                                                       |       |
| —  | Vacante        | —     | 2 aprile 2005     | —      | —                  | —                      | Il titolo fu reso vacante per motivi non noti. |       |
| 2  | Eric Canyon    | 1     | 2 aprile 2005     | 140    | Bellshill, Scozia  | Last Rites             | In uno spareggio per riassegnare il titolo vacante contro Majik.                                                                                     | [ 4 ] |
| 3  | Majik          | 1     | 20 agosto 2005    | 0      | Bellshill, Scozia  | Rebirth 2              | |       |
| 4  | Eric Canyon    | 2     | 20 agosto 2005    | 462    | Bellshill, Scozia  | Rebirth 2              | | [ 5 ] |
| 5  | Adam Shame     | 1     | 25 novembre 2006  | 175    | Bellshill, Scozia  | November 2 Remember    | |       |
| —  | Vacante        | —     | 19 maggio 2007    | —      | —                  | —                      | Il titolo fu reso vacante in seguito ad un infortunio subito da Shame.                                                                               |       |
| 6  | Falcon         | 1     | 19 maggio 2007    | 84     | Bellshill, Scozia  | Rebirth 4              | In uno spareggio per riassegnare il titolo vacante.                                                                                                  |       |
| 7  | Johnny Moss    | 1     | 11 agosto 2007    | 49     | Clydebank, Scozia  | Laird of the Ring      | |       |
| 8  | Jack Jester    | 1     | 29 settembre 2007 | 112    | Glasgow, Scozia    | The Gathering          | |       |
| 9  | Adam Shame     | 2     | 19 gennaio 2008   | 119    | Bellshill, Scozia  | New Year's Retribution | |       |
| —  | Vacante        | —     | 17 maggio 2008    | —      | —                  | —                      | Il titolo fu reso vacante per motivi non noti. |       |
| 10 | Wolfgang       | 1     | 17 maggio 2008    | 119    | Bellshill, Scozia  | Battlezone 4           | In uno spareggio per riassegnare il titolo vacante in cui erano in palio anche il SWA Tag Team Championship e il SWA Laird of the Ring Championship. |       |
| 11 | Raging Bull    | 1     | 13 settembre 2008 | 0      | Bellshill, Scozia  | House show             | |       |
| 12 | Wolfgang       | 2     | 13 settembre 2008 | 7      | Bellshill, Scozia  | House show             | |       |
| 13 | Lionheart      | 1     | 20 settembre 2008 | 127    | Glasgow, Scozia    | The Gathering II       | |       |
| 14 | Adam Shane     | 3     | 25 gennaio 2009   | 41     | Glasgow, Scozia    | After Hours            | |       |
| 15 | B.T. Gunn      | 1     | 7 marzo 2009      | 84     | Glasgow, Scozia    | House show             | |       |
| 16 | Lionheart      | 2     | 30 maggio 2009    | 112    | Glasgow, Scozia    | Battlezone             | |       |
| 17 | Scott Renwick  | 1     | 19 settembre 2009 | 525    | Glasgow, Scozia    | The Gathering III      | |       |
| 18 | Eric Canyon    | 3     | 26 febbraio 2011  | 181    | Glasgow, Scozia    | The Gathering IV       | |       |
| 19 | Andy Anderson  | 1     | 26 agosto 2011    | 280    | Motherwell, Scozia | Clan Wars              | |       |
| 20 | Mikey Whiplash | 1     | 1 giugno 2012     | 673    | Govan, Scozia      | New Testament          | Il 12 gennaio 2013, durante il regno di Whiplash, il titolo perse il riconoscimento NWA e fu rinominato in Scottish Heavyweight Championship.        |       |

### Scottish Heavyweight Championship (2013-)
| #  | Campione       | Regno | Data             | Giorni | Località           | Evento           | Note                                                          | Fonti |
| -- | -------------- | ----- | ---------------- | ------ | ------------------ | ---------------- | ------------------------------------------------------------- | ----- |
| 21 | Joe Coffey     | 1     | 5 aprile 2014    | 196    | Motherwell, Scozia | Clan Wars        |                                                               |       |
| 22 | Doug Williams  | 1     | 18 ottobre 2014  | 188    | Motherwell, Scozia | Battlezone       |                                                               |       |
| 23 | Drew Galloway  | 1     | 24 aprile 2015   | 217    | Paisley, Scozia    | Rebirth          |                                                               |       |
| 24 | Mark Coffey    | 1     | 27 novembre 2015 | 365    | Paisley, Scozia    | Autumn Tour      |                                                               | [ 7 ] |
| 25 | Joe Coffey     | 2     | 26 novembre 2016 | 462    | --                 | House show       |                                                               |       |
| 26 | Timm Wylie     | 1     | 3 marzo 2018     | 398    | Paisley, Scozia    | House show       |                                                               |       |
| 27 | Lionheart      | 3     | 5 aprile 2019    | 75     | Motherwell, Scozia | Motherwell Mania |                                                               |       |
| —  | Vacante        | —     | 19 giugno 2019   | —      | —                  | —                | Il titolo fu reso vacante in seguito alla morte di Lionheart. |       |
| 28 | Sheikh El Sham | 1     | 4 agosto 2023    | 0      | Paisley, Scozia    | House show       |                                                               | [ 8 ] |
| 29 | Jack Jester    | 2     | 4 agosto 2023    | 677+   | Paisley, Scozia    | House show       |                                                               | [ 8 ] |